# Арзанов, Шахкули Орудж оглы
Шахкули Орудж оглы Арзанов (азерб. Şahqulu Oruc oğlu Ərzanov; 1931, Пойлу, Казахский район — ?) — советский азербайджанский овцевод, Герой Социалистического Труда (1966).

## Биография
Родился в 1931 году в селе Пойлу (ныне посёлок в Акстафинском районе).
С 1948 года чабан, старший чабан колхоза имени Шаумяна, бригадир овцеводов колхоза «Комсомол» Казахского района Азербайджанской ССР. Показывал высокие результаты в социалистическом соревновании, признан одним из лучших чабанов района.
Указом Президиума Верховного Совета СССР от 22 марта 1966 года за достигнутые успехи в развитии животноводства, увеличении производства и заготовок молока Арзанову Шахкули Орудж оглы присвоено звание Героя Социалистического Труда с вручением ордена Ленина и золотой медали «Серп и Молот».
Активно участвовал в общественной жизни Азербайджана. Член КПСС с 1963 года. Депутат Верховного Совета Азербайджанской ССР 7-го созыва.